# Knight International Center
Das Knight International Center ist ein Kongresszentrum in der US-amerikanischen Stadt Miami im Bundesstaat  Florida.

## Gebäude und Nutzung
Entworfen wurde das Zentrum in den 1980er Jahren und von 1980 bis 1982 erbaut. Im Oktober des Jahres 1982 wurde der James L. Knight Center Complex eröffnet. Das Center befindet sich im Besitz des Miami-Dade Countys und wird von SMG Property Management unterhalten. Renoviert wurde die Anlage in den Jahren 1997 und 2005. Der Bau des Komplexes kostet rund zehn Millionen US-Dollar. Das Konferenzzentrum liegt nahe dem Miami River sowie dem Bayfront Park. Schulen und Einkaufszentren liegen unmittelbar neben dem Komplex. Es sind drei Gebäudeteile und zwölf Gebäude in dem Knight International Center enthalten:
- Miami Convention Center
  - James L. Knight Center Theater (von 1982 bis 2013: James L. Knight Center)
  - Riverfront Exhibition Hall
    - North Hall
    - Central Hall
    - South Hall

  - Riverwalk & Dockage
- UM Conference Center
  - Ashe Auditorium
  - Miami Lecture Hall
- Hyatt Regency Hotel
  - Regency Ballroom
  - Riverwalk Cafe
  - Riverwalk Deli
  - Pure Verde